# Ragazze vincenti
Ragazze vincenti (A League of Their Own) è un film del 1992 diretto da Penny Marshall ed è la storia romanzata degli inizi della All-American Girls Professional Baseball League, il campionato di baseball femminile che si giocò dal 1943 al 1954.
Nel 2012 è stato scelto per essere conservato nel National Film Registry della Biblioteca del Congresso degli Stati Uniti d'America.

## Trama
La storia è ispirata all'All-American Girls Professional Baseball League, il campionato femminile di baseball che si svolse realmente nell'America del 1943 a causa della mancanza dei giocatori uomini impegnati nella seconda guerra mondiale.
Gli americani non hanno rinunciato al loro amatissimo baseball e centinaia di ragazze si sono dedicate ad allenamenti, selezioni e campionato. L'osservatore Ernie "Cappy" Capadino, dopo un provino, ingaggia due sorelle ventenni, Kit e Dottie Keller, quest'ultima sposata con il militare Bob Hinson; le due, entrate nella squadra delle Rockford Peaches, si allenano duramente con una decina di coetanee. L'allenatore è James "Jimmy" Dugan, ex campione al tramonto, con un ginocchio rovinato, dedito all'alcool e assolutamente scettico sulla possibilità che le donne possano riuscire nel baseball. Il campionato è patrocinato da un industriale dolciario, Walter Harvey.
Dagli inizi faticosi, le prime difficoltà del rapporto con il frustrato coach, i non facili umori del pubblico negli stadi, fino alla felice ripresa dei consensi. Il rapporto di Dottie con la sorella minore Kit è ostico, poiché quest'ultima risente della competizione, tanto che a un certo punto Jimmy la fa trasferire in un altro team pur di non perdere Dottie, considerata da tutti il numero uno nel suo ruolo. Bob torna improvvisamente dal fronte e Dottie decide di abbandonare il campionato ma di giocare l'ultimo match decisivo. Nella squadra avversaria si batte Kit. Le sorelle Keller si fronteggiano nel punto cruciale e Kit vince conquistando il campionato. Dottie parte col marito e Kit resterà nei paraggi dedicandosi al baseball, ma entrambe rimpiangeranno sempre quegli anni della loro giovinezza.
Molti anni dopo quel campionato le "ragazze" si ritrovano - ormai anziane - a un grande party celebrativo. Ormai nonne, anche Dottie e Kit si abbracciano commosse fra loro e con le compagne di un tempo.

## Colonna sonora
Madonna, che nel film interpreta il ruolo della rocciosa Mae, canta la canzone principale della colonna sonora del film This Used to Be My Playground, che sarà prima pubblicata nell'album celebrativo delle Olimpiadi del 1992 Barcelona Gold e poi nella raccolta di ballate Something to Remember. Ma non è presente nel cd della colonna sonora pubblicata dalla Columbia. Il brano ottenne una nomination ai Golden Globe come miglior canzone originale.

## Riconoscimenti
Una battuta del film ("Non si piange nel baseball!", "There's no crying in baseball!" in lingua originale) è stata inserita nel 2005 nella lista delle cento migliori citazioni cinematografiche di tutti i tempi stilata dall'American Film Institute, nella quale figura al 54º posto.

## Adattamento televisivo
Una serie televisiva, reboot del film, è stata pubblicata su Prime Video a partire dal 12 agosto 2022.